# 泽莱内哈伊 (切尔尼戈夫区)
51°40′30″N 31°29′45″E / 51.67500°N 31.49583°E

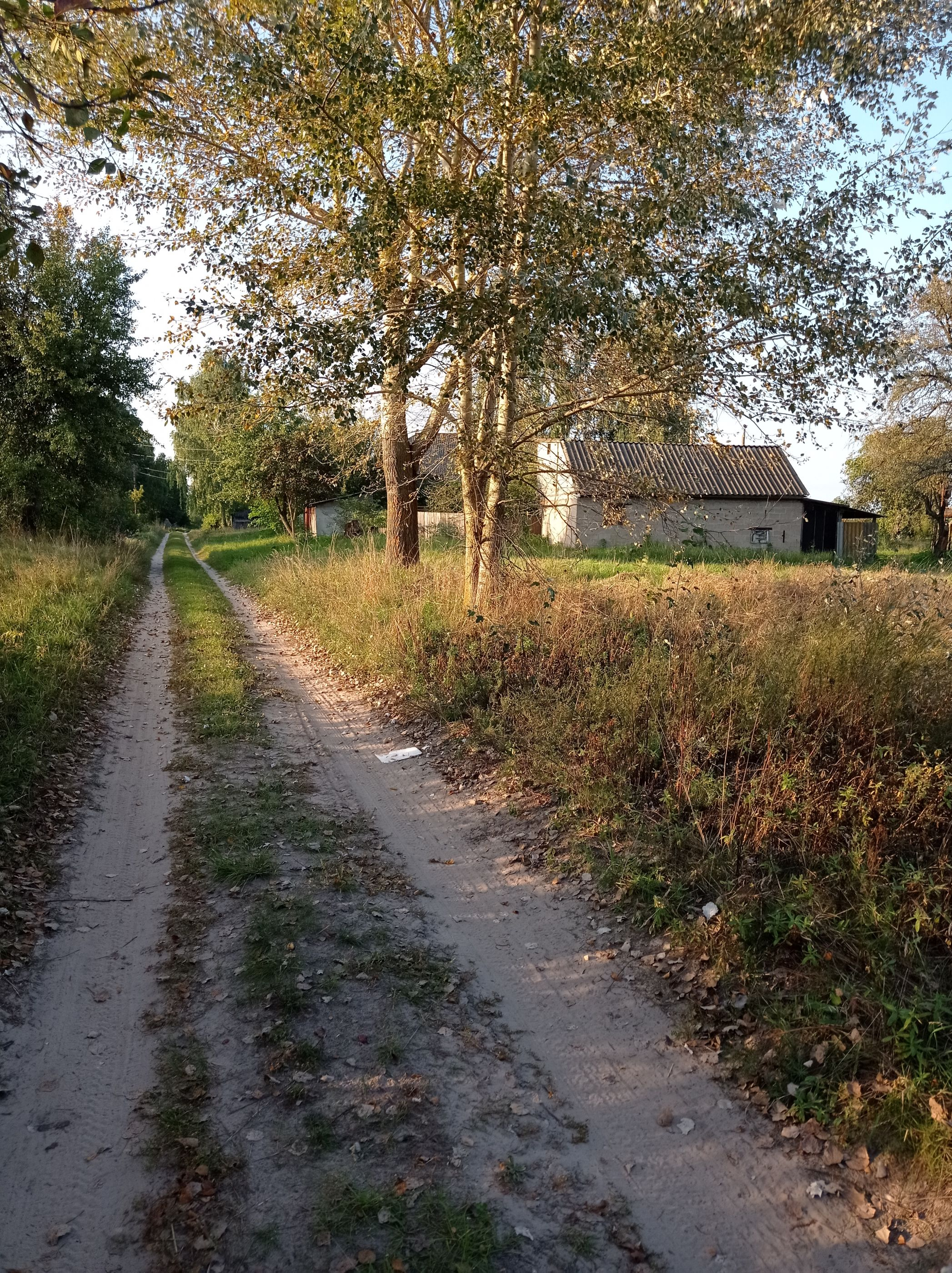
村里景色

泽莱内哈伊（烏克蘭語：Зелений Гай），2024年9月前名为五月一日村（烏克蘭語：Перше Травня），是烏克蘭北部切爾尼戈夫州切爾尼戈夫區图皮奇夫市镇的村落。面積0.45平方公里，海拔高度124米，2001年人口33，人口密度每平方公里73.3人。
2024年9月19日，乌克兰最高拉达将此村的名字改为泽莱内哈伊。